# Ferrari 365 GTC
La Ferrari 365 GTC e la 365 GTS sono state delle autovetture sportive prodotte dalla Ferrari dal 1968 al 1970. La prima era una coupé, mentre la seconda era l'omologa versione spider. Possedevano la stessa meccanica .

## Il contesto generale
Il design della carrozzeria era molto simile a quello delle vetture che sostituirono, vale a dire le 330 GTC/GTS. La differenza principale era nella posizione delle prese d’aria, che da laterali sulla fiancata, furono spostate nella parte anteriore sotto il cofano. Un'altra piccola differenza era la mancanza della scritta che definiva il modello, che nella 330 GTC/GTS era presente sotto il marchio “Ferrari”. Furono apportate anche modifiche minori agli interni, più precisamente al cruscotto ed al quadro comandi.
Entrambe furono disegnate da Pininfarina. Il contributo del celebre carrozziere non si fermava solamente alla progettazione; assemblava anche il corpo vettura, dotato anche degli interni, nelle sue officine di Torino. Tutto poi era inviato agli stabilimenti Ferrari di Maranello per l'ultimazione della vettura con il montaggio delle parti meccaniche .
Furono commercializzate solamente per un breve lasso di tempo poiché vennero promulgate nuove leggi sull'emissione dei gas di scarico in varie nazioni, tra cui gli Stati Uniti d'America, e rendere conforme una serie così limitata di esemplari a queste norme sarebbe stato troppo costoso .
Della 365 GTC ne furono prodotti 150 esemplari , mentre della 365 GTS ne furono costruiti 20. Di entrambi i modelli ne furono assemblati sia con guida a destra che a sinistra.

## Caratteristiche tecniche
Il motore era stato potenziato rispetto a quello montato sulle 330 GTC/GTS, ed era lo stesso di quello installato sulle 365 GT 2+2. Questo propulsore era un V12 a 60° anteriore e longitudinale di cilindrata 4390,35 cm³. La distribuzione era assicurata da un singolo albero a camme in testa per bancata, e due valvole per cilindro. Fu l'ultimo modello Ferrari che aveva un solo albero per bancata: in effetti la 365 GT 2+2, che aveva la stessa caratteristica, fu venduta successivamente alle 365 GTC/GTS, ma fu prodotta in precedenza. L'alesaggio e la corsa erano rispettivamente di 81 mm e 71 mm. Il rapporto di compressione era di 8,8:1, mentre la potenza erogata era di 320 CV a 6600 giri al minuto..
L'impianto d'alimentazione era dotato di tre carburatori a doppio corpo di marca Weber e modello 40 DFI/5 o 40 DFI/7, mentre quello di accensione era formato da doppi distributori installati sulla parte posteriore del motore, con una doppia bobina e due spinterogeni. La lubrificazione era a carter umido.
La trasmissione era transaxle con cambio a cinque rapporti più la retromarcia. Le sospensioni erano indipendenti, come per la 330 GTC. Esse erano formate anche da quadrilateri trasversali, molle elicoidali coassiali con gli ammortizzatori telescopici e barra stabilizzatrice. I freni erano invece a disco sulle quattro ruote, mentre quello di stazionamento agiva su quelle posteriori. La frizione era monodisco, mentre lo sterzo era a vite e rullo conico.
La carrozzeria, a due posti, era installata su un telaio tubolare in acciaio con un passo di 2400 mm, identico a quello montato sull'antenata. Le ruote erano in lega leggera con cerchioni forati. I fori erano dieci, come di consuetudine per le Ferrari del periodo. Era possibile anche installare ruote a raggi di tipo Borrani .
La velocità massima raggiunta dai modelli era di 250 km/h .